# Les maletes de Tulse Luper
Les maletes de Tulse Luper (en anglès original The Tulse Luper Suitcases) és un projecte multimèdia de Peter Greenaway, destinat inicialment a quatre pel·lícules, tres "font" i una pel·lícula, una sèrie de televisió de 16 episodis i 92 DVDs (el 92 és el número atòmic de l'urani), a més de llocs web, CD-ROM i llibres. Un cop finalitzada la part en línia del projecte basada en la web, el "guanyador" va fer un viatge seguint dels viatges de Tulse Luper (i sovint empresonat) durant els seus primers escrits sobre el descobriment d'urani a Moab (Utah) el 1928 fins a la seva misteriosa desaparició en la caiguda del mur de Berlín el 1989, es va estrenar el llargmetratge final.
Es van publicar dos llibres i tres llargmetratges per subministrar material als dissenyadors de Flash/Web que van competir en un concurs per fer un dels 92 jocs "maletes" basats en Flash presentats al lloc en línia The Tulse Luper Journey. Ha estat doblat al català.

## Pel·lícules / DVDs
S'han rodat tres pel·lícules, totes elles rodades el 20o3:
- The Tulse Luper Suitcases, Part 1: The Moab Story, estrenada el 2003, fou exhibida al 56è Festival Internacional de Cinema de Canes.[6]
- The Tulse Luper Suitcases,Part 2: Vaux to the Sea, estrenada a començaments de 2004
- The Tulse Luper Suitcases, Part 3: From Sark to the Finish, estrenada a l'estiu de 2004

Les tres van ser llançades inicialment només en DVDs realitzats a Espanya per proporcionar "material de fons" als dissenyadors que treballaven a les "maletes" online, escollits entre les presentacions en un concurs celebrat el 2004. La trilogia es va publicar posteriorment com a "box set" a Austràlia el 2008. També hi ha dos llibres, Tulse Luper in Turin i Tulse Luper in Venice, publicats el 2004, amb el mateix propòsit.
El 2005, després que el guanyador del joc online acabés un viatge gratuït seguint els viatges de Luper, es va estrenar una pel·lícula addicional final, A Life In Suitcases (subtitulada The Tulse Luper Journey).

## Repartiment
- JJ Feild - Tulse Luper / Floris Creps
- Raymond J. Barry - Stephan Figura
- Michèle Bernier - Sophie van Osterhaus
- Valentina Cervi - Cissie Colpitts
- Caroline Dhavernas - Passion Hockmeister
- Anna Galiena - Madame Plens
- Deborah Harry - Fastidieux
- Steven Mackintosh - Günther Zeloty
- Jordi Mollà - Jan Palmerion
- Ornella Muti - Mathilde Figura
- Isabella Rossellini - Madame Moitessier
- Ronald Pickup - Monsieur Moitessier
- Franka Potente - Trixie Boudain
- Francesco Salvi - Paul / Pierre
- Nigel Terry - Sesame Esau
- Ana Torrent - Ana Torrent
- Kevin Tighe - William Gottschalk
- Scot Williams - Percy Hockmeister
- Yorick van Wageningen - Julian Lephrenic
- Jack Wouterse - Erik van Hoyten
- Tom Bower - Sheriff Fender
- Michael Culkin - Luper Authority
- Joanna David - May Jacoby
- Francesca Ventura - a lover
- Benjamin Davies - Hercule
- Keram Malicki-Sánchez - Virgil de Selincourt
- Tanya Moodie - Guam Ravillion
- Vincent Grass - Mrs. Moitessier's Father
- Barbara Tarbuck - Mrs. Fender
- Renata Litvinova - Constance Bulitsky[7]
- Irina Brazgovka - Katerina

## Estructura
Greenaway ha descrit el projecte com "una història personal de l'urani" i "l'autobiografia d'un pres professional". S'estructura al voltant de 92 maletes que presumptament pertanyien a Luper, 92 és el nombre atòmic de l'urani així com un número utilitzat per Greenaway en l'estructura formal de la seva obra anterior (sobretot a The Falls). Cada maleta conté un objecte "per representar el món", que avança o comenta la història d'alguna manera, tot i que en molts casos el contingut és més metafòric que real.

## El món segons Tulse Luper
Luper va néixer el 1911 a Newport, al sud de Gal·les i va desaparèixer a presons cada vegada més llòbregues a Rússia i l'Extrem Orient a la dècada de 1970. Tindria 100 anys el 2011. Al segle passat, aquest home extraordinari va arxivar tota la seva vida en 92 maletes. La seva vida està envoltada de misteri, però sembla que Luper ha estat present en alguns dels fets històrics clau del segle xx, incloses les primeres proves nuclears a Nou Mèxic, les protestes estudiantils a París de 1968 i la caiguda del Mur de Berlín el 1989. Malgrat que Luper va passar la major part de la seva vida com a presoner professional, va aconseguir recollir un gran nombre d'objectes i emmagatzemar-los a les maletes. En certa manera, aquestes maletes representen el món segons Tulse Luper.
Se suposa que Tulse Luper encara és viu en algun lloc del món, probablement en alguna presó d'algun lloc.

## La fascinació de Luper
Com a escriptor, col·leccionista, catalogador i fabricant de llistes professional, Luper està fascinat per les ratres, sistemes, mapes, números i artefactes. L'exposició explora les connexions entre objectes, esdeveniments i idees, repoblant la casa, portant les col·leccions i construint vida. Al centre de l'exposició es troba la col·lecció de 92 maletes que suposadament Luper ha abandonat durant els seus viatges. Pessigollant tots els sentits, el seu contingut es pot veure, escoltar, olorar, tastar i sentir, proporcionant pistes intrigants sobre la seva existència, les seves obsessions, les persones que ha conegut i els llocs que ha visitat.